# Geografia de Taiwan

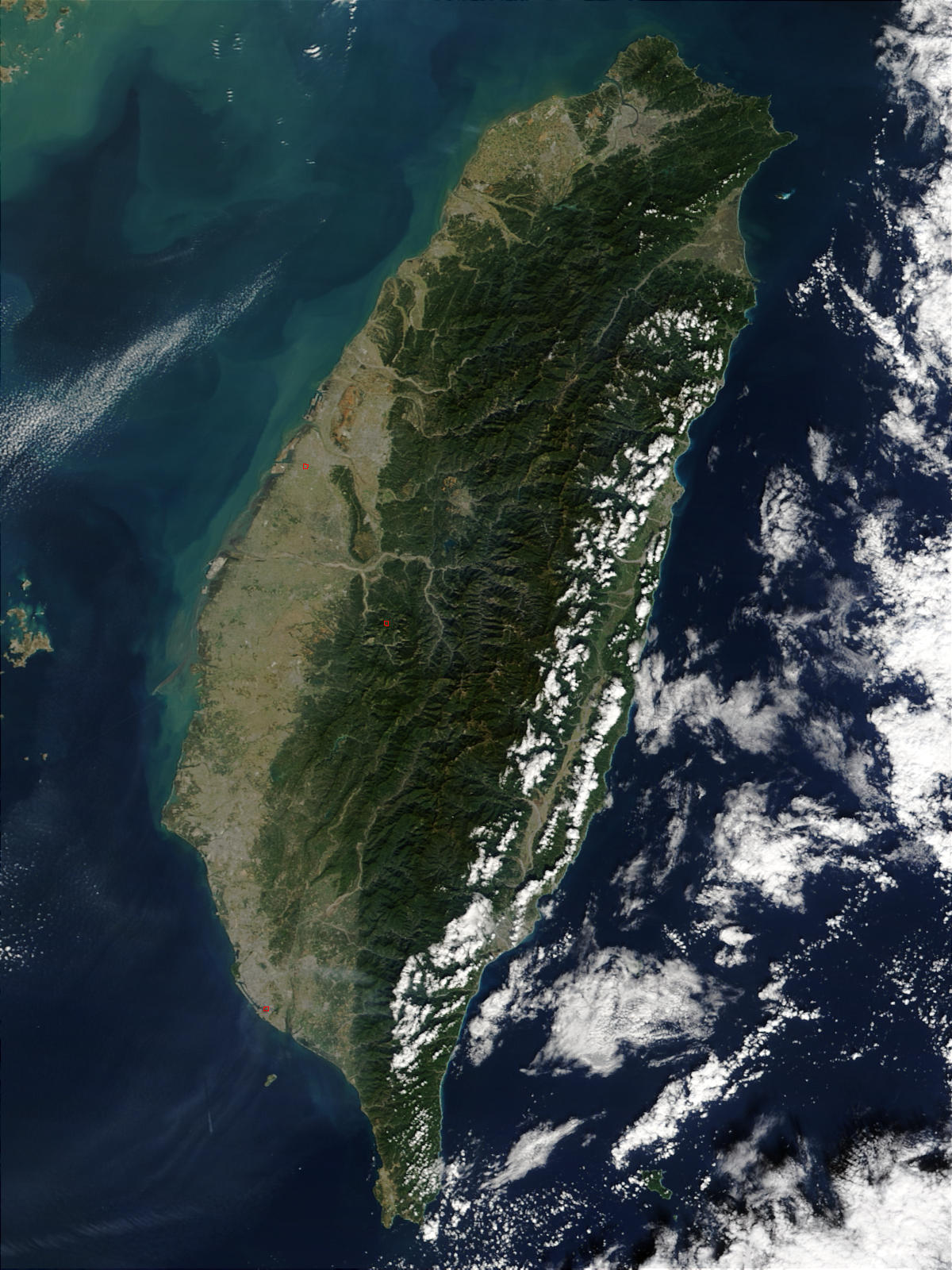
Imagem da ilha de Taiwan, satélite MODIS.

A República da China é formada por várias ilhas ao largo da província de Fuquiém (Fujian) da República Popular da China.

## Ilha Formosa
A ilha Formosa (Taiwan) - a principal ilha da República da China - situa-se a cerca de 200 km da costa sudeste da China, separada desta pelo estreito da Formosa, com o Mar da China Oriental a norte, a mar das Filipinas a leste, o estreito de Luzon a sul e o Mar da China Meridional a sudoeste. A ilha é caracterizada pelo contraste entre os dois terços orientais, que consistem principalmente de montanhas escarpadas, divididas em cinco cordilheiras entre as extremidades norte e sul da ilha, e o terço ocidental, composto por planícies e terreno pouco ondulado, área onde se aglomera a maioria da população da ilha. O ponto mais elevado de Taiwan é o Yu Shan, com 3 952 m.
O clima de Taiwan é tropical marítimo. A estação das chuvas vai de Junho a Agosto, durante a monção de sudoeste, muito embora a nebulosidade seja persistente e extensa durante todo o ano. Os perigos naturais incluem tufões e sismos.

## Ilhas Matsu
Arquipélago de 19 pequenas ilhas próximas do litoral norte da província de Fuquiém (Fujian) da República Popular da China.

## Ilhas Quemói
Pequeno arquipélago adjacente ao litoral sul da província de Fuquiém.

## Ilhas Pescadores
Arquipélago 90 pequenas ilhas ao largo da costa oeste da Formosa, em pleno estreito da Formosa. 